# Лоїк Мейяр
Лоїк Мейяр (фр. Loïc Meillard) — швейцарський гірськолижник, призер чемпіонату світу. 
Дві бронзові медалі чемпіонату світу Мейяр завоював у гірськолижній комбінації та паралельному слаломі на світовій першості 2021 року, що проходила в Кортіна-д'Ампеццо.